# Copa Brasil de Futebol de Areia de 2012
A Copa Brasil de Clubes de Futebol de Areia ou Copa Brasil de Clubes de Beach Soccer de 2012. essa foi a segunda edição do torneio realizado de 7 a 11 de março pela Confederação Brasileira de Beach Soccer, sediado em Manaus nas areias do Centro Cultural Povos da Amazônia . FONTE= Site -→ Globoesporte.com. dez equipes participaram, inclusive teve uma seleção representante na competição
O regulamento dessa edição é de apenas de duas das melhores equipes no grupo A (porque tem mais participantes), já  os grupos da B e da C...apenas tem uma vaga.
O Vasco da Gama conquistou o seu primeiro título na competição, vencendo o Sampaio Corrêa, por 5 a 2 na decisão. FONTE= Site → Beachsoccer.com

## Times Participantes
| Equipe           | Cidade         | Em 2011 | Títulos        |
| ---------------- | -------------- | ------- | -------------- |
| Botafogo         | Rio de Janeiro | 1º      | 1 (2011)       |
| Cruzeiro         | Belo horizonte | —       | 0 (não possui) |
| Rio Branco       | Vitória        | —       | 0 (não possui) |
| Flamengo         | Rio de Janeiro | 4º      | 0 (não possui) |
| Manaus FC        | Manaus         | 7º      | 0 (não possui) |
| Sampaio Corrêa   | São Luís       | 5º      | 0 (não possui) |
| Sport de Recife  | Recife         | —       | 0 (não possui) |
| Suíça ( SELEÇÃO) | Berna          | —       | 0 (não possui) |
| Vasco da Gama    | Rio de Janeiro | 2º      | 0 (não possui) |
| Zico 10          | Rio de Janeiro | —       | 0 (não possui) |

| Grupo A                                                            |
| Vasco da Gama (RJ) ↔ Flamengo (RJ) ↔ Sport (PE) ↔ Suíça ( SELEÇÃO) |
| Grupo B                                                            |
| Sampaio Corrêa (MA) ↔ Manaus FC (AM) ↔ Zico 10 (RJ)                |
| Grupo C                                                            |
| Botafogo (RJ) ↔ Cruzeiro (MG) ↔ Rio Branco (ES)                    |

## Fase de grupos

### Grupo A
| Time             | Pts | J | V | V+ | D | GP | GC | SG |
| ---------------- | --- | - | - | -- | - | -- | -- | -- |
| Flamengo         | 6   | 3 | 2 | 0  | 1 | 12 | 11 | 1  |
| Vasco da Gama    | 5   | 3 | 1 | 1  | 1 | 11 | 11 | 0  |
| Sport            | 3   | 3 | 1 | 0  | 2 | 12 | 12 | 0  |
| Suíça ( SELEÇÃO) | 3   | 3 | 1 | 0  | 2 | 10 | 11 | -1 |

| 7 março de 2012 | Vasco da Gama | 4 - 3     | Sport | Centro Cultural Povos da Amazônia, Manaus |
| 20:00           |               | Relatório |       |                                           |

| 7 março de 2012 | Flamengo | 4 - 2     | Suíça | Centro Cultural Povos da Amazônia, Manaus |
| 21:00           |          | Relatório |       |                                           |

| 8 março de 2012 | Flamengo | 4 - 6     | Sport | Centro Cultural Povos da Amazônia, Manaus |
| 20:00           |          | Relatório |       |                                           |

| 8 março de 2012 | Vasco da Gama | 4 - 4     | Suíça | Centro Cultural Povos da Amazônia, Manaus |
| 21:00           |               | Relatório |       |                                           |

|  |       | Penalidades |
|  | 1 - 0 |             |

| 9 março de 2012 | Flamengo | 4 - 3     | Vasco da Gama | Centro Cultural Povos da Amazônia, Manaus |
| 20:00           |          | Relatório |               |                                           |

| 9 março de 2012 | Suíça | 4 - 3     | Sport | Centro Cultural Povos da Amazônia, Manaus |
| 21:00           |       | Relatório |       |                                           |

### Grupo B
| Time           | Pts | J | V | V+ | D | GP | GC | SG |
| -------------- | --- | - | - | -- | - | -- | -- | -- |
| Sampaio Corrêa | 6   | 2 | 2 | 0  | 0 | 7  | 3  | 4  |
| Manaus FC      | 3   | 2 | 1 | 0  | 1 | 6  | 7  | -1 |
| Zico 10        | 0   | 2 | 0 | 0  | 2 | 6  | 9  | -3 |

| 7 março de 2012 | Zico 10 | 4 - 5     | Manaus FC | Centro Cultural Povos da Amazônia, Manaus |
| 18:00           |         | Relatório |           |                                           |

| 8 março de 2012 | Sampaio Corrêa | 4 - 2     | Zico 10 | Centro Cultural Povos da Amazônia, Manaus |
| 18:00           |                | Relatório |         |                                           |

| 9 março de 2012 | Sampaio Corrêa | 3 - 1     | Manaus FC | Centro Cultural Povos da Amazônia, Manaus |
| 22:00           |                | Relatório |           |                                           |

### Grupo C
| Time       | Pts | J | V | V+ | D | GP | GC | SG |
| ---------- | --- | - | - | -- | - | -- | -- | -- |
| Cruzeiro   | 2   | 2 | 0 | 1  | 1 | 5  | 5  | 0  |
| Botafogo   | 4   | 2 | 0 | 2  | 0 | 7  | 7  | 0  |
| Rio Branco | 0   | 2 | 0 | 0  | 2 | 8  | 8  | 0  |

| 7 março de 2012 | Botafogo | 5 - 5     | Rio Branco | Centro Cultural Povos da Amazônia, Manaus |
| 19:00           |          | Relatório |            |                                           |

|  |       | Penalidades |
|  | 1 - 0 |             |

| 8 março de 2012 | Cruzeiro | 3 - 3     | Rio Branco | Centro Cultural Povos da Amazônia, Manaus |
| 19:00           |          | Relatório |            |                                           |

|  |       | Penalidades |
|  | 1 - 0 |             |

| 9 março de 2012 | Botafogo | 2 - 2     | Cruzeiro | Centro Cultural Povos da Amazônia, Manaus |
| 18:00           |          | Relatório |          |                                           |

|  |       | Penalidades |
|  | 1 - 0 |             |

## Fase final
|  | Semifinais     | Semifinais     |   |             | Final          | Final |  |
|  |                |                |   |             |                |       |  |
|  | 10 de março    |                |   |             |                |       |  |
|  | Cruzeiro       | 0              |   |             |                |       |  |
|  | Vasco da Gama  | 3              |   |             |                |       |  |
|  |                |                |   |             |                |       |  |
|  |                |                |   |             | 11 de março    |       |  |
|  |                |                |   |             | Vasco da Gama  | 5     |  |
|  |                | Sampaio Corrêa | 2 |             |                |       |  |
|  |                |                |   |             |                |       |  |
|  |                |                |   |             |                |       |  |
|  |                |                |   |             | Terceiro lugar |       |  |
|  | 10 de março    | 10 de março    |   | 11 de março | 11 de março    |       |  |
|  | Flamengo       | 1              |   | Flamengo    | 3              |       |  |
|  | Sampaio Corrêa | 4              |   |             | Cruzeiro       | 1     |  |

### Semifinais
| 10 março de 2012 | Cruzeiro | 0 - 3     | Vasco da Gama | Centro Cultural Povos da Amazônia, Manaus |
| 8:30             |          | Relatório |               |                                           |

| 10 março de 2012 | Flamengo | 1 - 4     | Sampaio Corrêa | Centro Cultural Povos da Amazônia, Manaus |
| 11:00            |          | Relatório |                |                                           |

### Terceiro Lugar
| 11 março de 2012 | Flamengo | 3 - 1     | Cruzeiro | Centro Cultural Povos da Amazônia, Manaus |
| 09:00            |          | Relatório |          |                                           |

### Final
| 11 março de 2012 | Vasco da Gama | 5 - 2     | Sampaio Corrêa | Centro Cultural Povos da Amazônia, Manaus |
| 10:00            |               | Relatório |                |                                           |

## Campeão
| Copa Brasil de Beach Soccer 2012  |
| Rio de Janeiro                    |
| --------------------------------- |
| VASCO DA GAMA Campeão (1° título) |

## Prêmios
| Melhor Jogador                                  | Melhor Jogador | Melhor Jogador |
| ----------------------------------------------- | -------------- | -------------- |
| Mauricinho ( Vasco da Gama)                     |                |                |
| Artilheiro                                      |                |                |
| Mauricinho ( Vasco da Gama) e Diego ( Flamengo) |                |                |
| 6 gols                                          |                |                |
| Melhor Goleiro                                  |                |                |
| Cesinha ( Vasco da Gama)                        |                |                |
| Revelação                                       |                |                |
|                                                 |                |                |

## Classificação
| Pos. | Time             |
| ---- | ---------------- |
| 1º   | Vasco da Gama    |
| 2º   | Sampaio Corrêa   |
| 3º   | Flamengo         |
| 4º   | Cruzeiro         |
| 5º   | Suíça ( SELEÇÃO) |
| 6º   | Botafogo         |
| 7º   | Rio Branco       |
| 8º   | Manaus FC        |
| 9º   | Zico 10          |
| 10º  | Sport            |